# PV-1000
PV-1000 (иногда также Casio PV-1000) — 8-битная игровая приставка, выпущенная японской компанией Casio в октябре 1983 года по цене 14 800 иен (139 $).

## История
Приставка была выпущена на заре третьего поколения игровых систем, когда многие компании пробовали завоевать себе место на рынке видеоигр. Только в Японии в том же 1983 году появились Nichibutsu My Vision от компании Nichibutsu, Gakken Compact Vision от Gakken Co., Ltd., SG-1000 от Sega и Famicom от Nintendo. Спустя два месяца после выхода консоли Casio выпустила на её основе домашний компьютер PV-2000, не совместимый с ней.
Успеха консоль не имела, рынок был быстро завоёван приставками от Sega и Nintendo, и уже через небольшой период времени продажи и выпуск игр к PV-1000 были прекращены.

## Устройство
Кроме самой приставки в комплекте шёл один джойстик с кнопкой действия сверху и кнопками start и select на основании. Два разъёма для подключения джойстиков находятся на передней части корпуса. Процессор — 8-битный Z80A с тактовой частотой — 3.579 МГц, какой уже использовался в игровых приставках ColecoVision, Sega SG-1000 и в компьютерах MSX.
PV-1000 оснащена 2кб RAM, трёхканальным звуком и палитрой из 8 цветов. Разрешение экрана в играх — 256×192 пикселей. Игры к приставке выпускались на картриджах, по форме и размеру схожих с картриджами Famicom.

### Технические характеристики
| Процессор         | 8-бит Z80A             |
| Тактовая частота  | 3.579 МГц              |
| RAM               | 2 KB                   |
| Видеопроцессор    | D65010G031             |
| Звук              | 3-х канальный монозвук |
| Управление        | трёхкнопочный джойстик |
| Разрешение экрана | от 256×192             |
| Цветовая палитра  | 8                      |

## Игры
За недолгий срок существования PV-1000 к ней было выпущено около 15 игр, многие из которых были адаптациями игр Casio с компьютеров MSX.
Среди игр PV-1000
- Amidar
- Dig-Dug
- Dirty Chameleon
- Excite Mahjong
- Fighting Bug
- Naughty Boy
- Pachinko UFO
- Pooyan
- Space Panic
- Super Cobra
- Turpin
- Tutankhamon
- Warp & Warp

## Прочие факты
- Несмотря на фактический провал PV-1000, Casio впоследствии предприняла ещё одну попытку выйти на рынок игровых приставок, выпустив в 1995 году приставку Casio Loopy[7].